# Mountain Queen
Mountain Queen is het tweede studioalbum van de Nederlandse muziekgroep Alquin uit 1973. Alquins debuutalbum viel behalve in Nederland ook goed in de Engelse markt. En zo kwam het dat Alquin haar tweede album mocht opnemen in Londen, in de De Lane Lea Studios onder de leiding van producer Derek Lawrence, toen verantwoordelijk voor onder meer Deep Purple. Van invloeden van Deep Purple is trouwens weinig tot niets te horen. Voor uitgifte van het album heeft de band een goed optreden achter de rug op Pinkpop en mag daarna op tournee met The Who en Golden Earring. Een internationale loopbaan bleef echter uit.

## Musici
- Job Tarenskeen – zang, saxofoon, percussie
- Ferdinand Bakker – gitaar, viool, piano, ARP-synthesizer, zang
- Hein Mars – basgitaar, zang
- Dick Franssen – toetsinstrumenten
- Ronald Ottenhoff – saxofoon, dwarsfluit
- Paul Weststrate – slagwerk, zang

## Tracklist
| Nr. | Titel                                    | Duur  |
| --- | ---------------------------------------- | ----- |
| 1.  | The dance (Bakker, Franssen, Tarenskeen) | 13:00 |
| 2.  | Soft-eyed woman (Bakker, Tarenskeen)     | 2:38  |
| 3.  | Convicts of the air (Alquin)             | 3:40  |

| Nr. | Titel                                                                | Duur  |
| --- | -------------------------------------------------------------------- | ----- |
| 1.  | Mountain queen (Bakker, Tarenskeen)                                  | 14:45 |
| 2.  | Don and Dewey (D. Bowman, D.LaFlamme)                                | 1:27  |
| 3.  | Mr. Barnum’s Jr’s magnificient and fabulous city (part one) (Alquin) | 8:25  |

Het album werd in 1990 samen met Marks voor het eerst op compact disc geperst; in 2009 volgde een release als apart item.